# General Conesa (Río Negro)
General Conesa is een plaats in het Argentijnse bestuurlijke gebied Conesa in de provincie Río Negro. De plaats telt 5.595 inwoners.